# JUN
JUN (англ. Jun proto-oncogene, AP-1 transcription factor subunit) – білок, який кодується однойменним геном, розташованим у людей на короткому плечі 1-ї хромосоми.  Довжина поліпептидного ланцюга білка становить 331 амінокислот, а молекулярна маса — 35 676.
| 10         |  | 20         |  | 30         |  | 40         |  | 50         |
| ---------- |  | ---------- |  | ---------- |  | ---------- |  | ---------- |
| MTAKMETTFY |  | DDALNASFLP |  | SESGPYGYSN |  | PKILKQSMTL |  | NLADPVGSLK |
| PHLRAKNSDL |  | LTSPDVGLLK |  | LASPELERLI |  | IQSSNGHITT |  | TPTPTQFLCP |
| KNVTDEQEGF |  | AEGFVRALAE |  | LHSQNTLPSV |  | TSAAQPVNGA |  | GMVAPAVASV |
| AGGSGSGGFS |  | ASLHSEPPVY |  | ANLSNFNPGA |  | LSSGGGAPSY |  | GAAGLAFPAQ |
| PQQQQQPPHH |  | LPQQMPVQHP |  | RLQALKEEPQ |  | TVPEMPGETP |  | PLSPIDMESQ |
| ERIKAERKRM |  | RNRIAASKCR |  | KRKLERIARL |  | EEKVKTLKAQ |  | NSELASTANM |
| LREQVAQLKQ |  | KVMNHVNSGC |  | QLMLTQQLQT |  | F          |  |            |

A: Аланін

C: Цистеїн

D: Аспарагінова кислота

E: Глутамінова кислота

F: Фенілаланін

G: Гліцин

H: Гістидин

I: Ізолейцин

K: Лізин

L: Лейцин

M: Метіонін

N: Аспарагін

P: Пролін

Q: Глутамін

R: Аргінін

S: Серин

T: Треонін

V: Валін

Кодований геном білок за функцією належить до активаторів. 
Задіяний у таких біологічних процесах як транскрипція, регуляція транскрипції. 
Білок має сайт для зв'язування з ДНК. 
Локалізований у ядрі.